# 孟买大都会区
孟买大都会区是一个由孟买本身及其卫星城组成的城市化区域，包括9个市法團和8个较小的市政局。整个区域由一个马哈拉施特拉邦政府组织孟买大都会区發展局 (MMRDA)监督，负责城市规划、发展、交通和住宅。
该区域面积为4,355平方公里，人口有20,998,395 （页面存档备份，存于）。通过孟买郊区铁路与孟买联系。
大都会区涵蓋马哈拉施特拉邦的4个县
1. 孟買市區縣（全部）
2. 孟買郊區縣（全部）
3. 塔纳县（部分）
4. 賴加德縣（部分）

## 市法團
1. 孟买 (Brihan Mumbai)
2. 塔那（Thane），在孟买东北方
3. 格利揚-东比夫里（Kalyan-Dombivli Municipal Corporation）
4. 米拉-巴杨达（Mira-Bhayandar Municipal Corporation），在孟買西北方
5. 新孟买（Navi Mumbai），在东面
6. 烏爾哈斯訥格爾（Ulhasnagar）
7. 皮文迪-Nizampur（Bhiwandi-Nizampur Municipal Corporation）
8. 潘韦尔（Panvel）
9. 瓦塞維拉爾（Vasai-Virar）

## 市政局
1. 阿利巴格（Alibaug）
2. 阿姆巴尔纳特（Ambernath）
3. 卡尔贾特（Karjat）
4. 科波利（Khopoli）
5. 巴德拉普尔（Badlapur）
6. 马泰兰（Matheran）
7. Pen
8. Uran